# Ernst A. Hofmann
Ernst A. Hofmann (vagy Ernst Hofmann; (Bochum, 1930 – 2018. január) német származású vállalatvezető, a General Motors Hungary munkatársa, a szentgotthárdi Opel-gyár első vezérigazgatója.

## Életpályája
Kohászatot tanult az aacheni egyetemen, majd 1957-ben Rüsselsheimben az Opel cégnél helyezkedett el. Később Kaiserslauernben lett a minőség-ellenőrzésért felelős vezető az 1960-as évek közepén. Innen az 1970-es évek elején Bochumba költözött, ahol az Opel Kadett modell gyártásával kapcsolatban töltött be hasonló szerepkört és végül üzemvezető lett. Innen visszakerült Kaiserslauternbe egy újonnan épült hengermű és motorgyár élére. Ezután Aspernben volt gyártásigazgató. Ismét Bochum következett. 1990-ben őt nevezték ki a General Motors magyarországi vállalatának, a szentgotthárdi Opel-gyárnak a vezérigazgatójává.
Az ő vezetése és irányítása alatt épült fel a motorgyár és az üzem, ahol később komplett Astra-modellek készültek. (Az Astra volt a modern kor első magyar gyártmányú személygépkocsi-modellje.) Hofmann 1995. április végén ment nyugdíjba.

## Díjai, elismerései
1994: a Magyar Köztársasági Érdemrend Középkeresztje